# RS-465
Pour les articles homonymes, voir Route 465.
La RS 465 est une route locale de la mésorégion métropolitaine de Porto Alegre, dans l'État du Rio Grande do Sul, reliant la RS-343, depuis le territoire de la municipalité de Sananduva, à la commune de Santo Expedito do Sul. Elle dessert Sanaduva, Cacique Doble et Santo Expedito do Sul, et est longue de 11,5 km.